# 藤堂高睦
藤堂 高睦（とうどう たかちか）は、伊勢国津藩の第4代藩主。藤堂家宗家4代。

## 生涯
貞享2年（1685年）10月7日、先代藩主で兄の高久に嗣子がなかったため、その養嗣子となる。同年10月13日、将軍徳川綱吉に御目見する。同年12月28日、従四位下・大学頭に叙任した。元禄16年（1703年）6月10日、高久の死去により跡を継いだ。同年12月21日、侍従に任官する。
藩主を継いだ年、江戸では元禄地震により藩邸が崩壊し、さらに4年後には東海地方などに甚大な被害をもたらした宝永地震・宝永大噴火が起こって藩内が大被害を受けるなど、治世は多難を極めた。そのため藩政改革を断行し、藩政の引き締めや奉行制度、家老制度、側用人制度の見直しを行なっている。

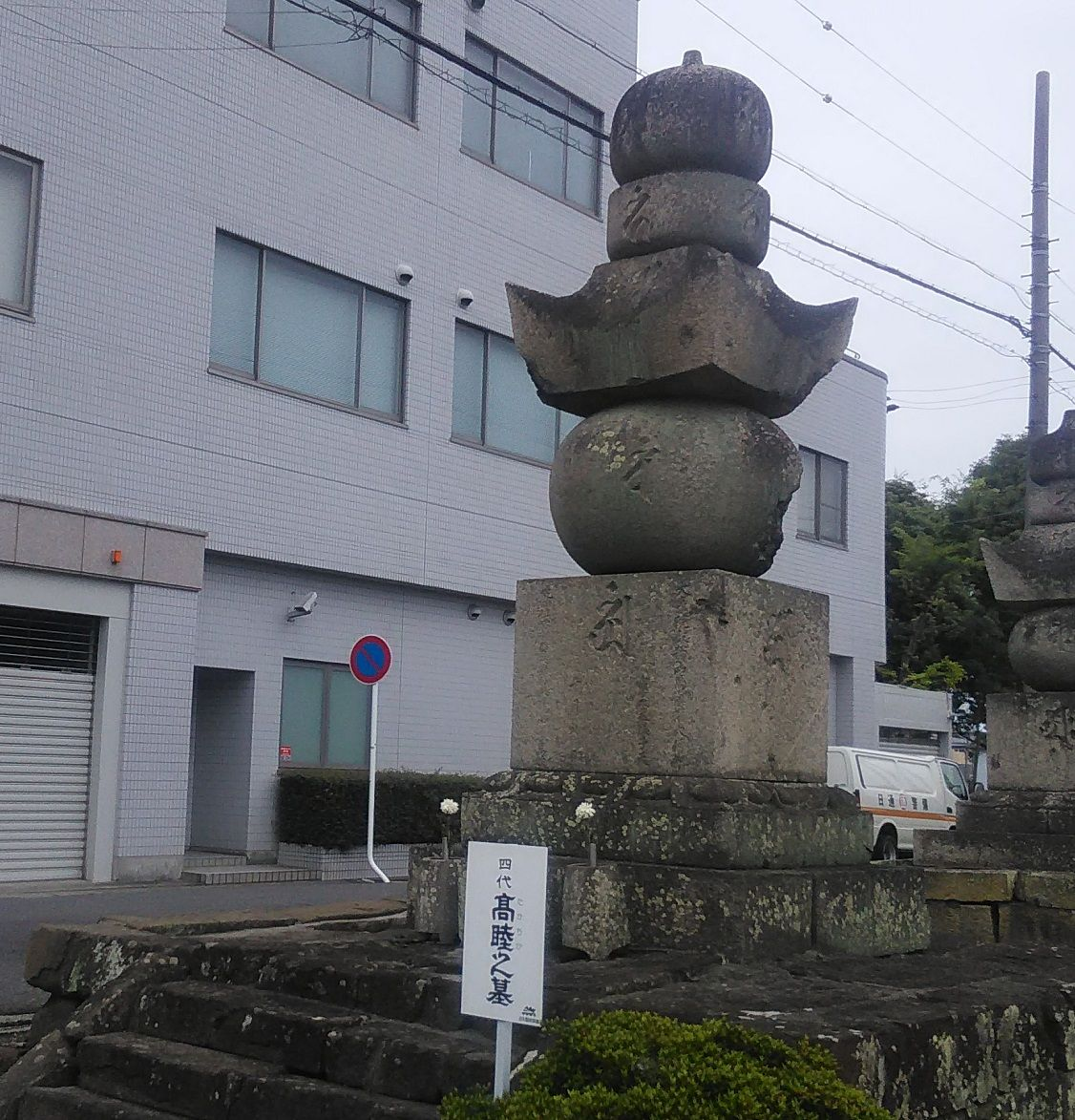
藤堂高睦の墓(津市寒松院)

高睦には2男1女がいたが全て早世したため、宝永5年（1708年）10月9日に高睦が42歳で死去した後は、支藩の久居藩から迎えた養嗣子の高敏が跡を継いだ。

## 系譜
- 父：藤堂高次
- 母：平井徳右衛門の娘
- 養父：藤堂高久
- 正室：於義 - 小笠原忠雄の娘
- 側室：青松院（岡部休心の娘）
  - 養子：藤堂高敏 - 藤堂高通の三男